# ᴛ
Cette page contient des caractères spéciaux ou non latins. S’ils s’affichent mal (▯, ?, etc.), consultez la page d’aide Unicode.
Ne doit pas être confondu avec la lettre grecque tau ‹ Τ τ › ou la lettre cyrillique te ‹ Т т ›.
ᴛ, appelé petite capitale T, est une lettre additionnelle de l’écriture latine qui est utilisée dans l’alphabet phonétique ouralien et a été utilisée dans le Premier traité grammatical islandais au Moyen Âge.

## Utilisation
Au Moyen Âge, l’auteur du Premier traité grammatical islandais a utilisé ‹ ᴛ › pour transcrire le t géminé.
Dans l’alphabet phonétique ouralien utilisé par Lagercrantz, ‹ ᴛ › représente une consonne occlusive dentale sourde laxe, notée [d̥] ou [t] avec l’alphabet phonétique international, par opposition à ‹ t › représentant une consonne occlusive dentale sourde forte, notée [t], [tt] ou [tː] avec l’alphabet phonétique international.
En 1948, John Peabody Harrington (en) utilise la petite capitale t ‹ ᴛ › pour représenter une consonne occlusive alvéolaire voisée aspirée [tʰ] dans la transcription phonétique du wichi.

## Représentations informatiques
La petite capitale T peut être représentée avec les caractères Unicode (Extensions phonétiques) suivants :
| formes    | représentations | chaînes de caractères | points de code | descriptions                              |
| --------- | --------------- | --------------------- | -------------- | ----------------------------------------- |
| minuscule | ᴛ               | ᴛ                     | U+1D1B         | lettre minuscule latine petite capitale t |